# Derocalymma scruposa
Derocalymma scruposa är en kackerlacksart som beskrevs av Rehn, J. A. G. 1933. Derocalymma scruposa ingår i släktet Derocalymma och familjen jättekackerlackor.

## Underarter
Arten delas in i följande underarter:
- D. s. kasai
- D. s. scruposa